# Vlag van Mariekerke

Vlag van Mariekerke
(1981-1997)

De vlag van Mariekerke werd op 18 november 1981 bij raadsbesluit vastgesteld als de gemeentelijke vlag van de Zeeuwse gemeente Mariekerke. De beschrijving luidt: 
Zwart met een witte broekingskeper, waarvan de dikte der armen gelijk is aan 1/6 van de hoogte van de vlag, met aan de broekzijde een borstbeeld van de Heilige Agatha, en in de vluchttop en in de vluchthoek een witte lelie.
Het ontwerp was een van de drie ontwerpen van de Hoge Raad van Adel waaruit de gemeente kon kiezen. Het is een vrije interpretatie van het gemeentewapen, waarbij de indeling negentig graden is gedraaid. De andere ontwerpen waren een banenvlag en een interpretatie van het wapen in zwart op wit.
Op 1 januari 1997 ging Mariekerke op in de gemeente Veere, waardoor de vlag als gemeentevlag kwam te vervallen.

## Verwante afbeeldingen

Het wapen van Mariekerke
De vlag van Meliskerke

Aardenburg 
· Arnemuiden 
· Axel 
· Baarland 
· Biervliet 
· Biggekerke 
· Borssele 
· Breskens 
· Brouwershaven 
· Bruinisse 
· Burgh 
· Domburg 
· Dreischor 
· Driewegen 
· Duiveland 
· Ellewoutsdijk 
· 's-Gravenpolder 
· Groede 
· Haamstede 
· 's-Heer Abtskerke 
· 's-Heer Arendskerke 
· Hoedekenskerke 
· Hontenisse 
· IJzendijke 
· Kloetinge 
· Kortgene 
· Koudekerke 
· Krabbendijke 
· Kruiningen 
· Mariekerke 
· Meliskerke 
· Middenschouwen 
· Nieuw- en Sint Joosland 
· Nisse 
· Noordgouwe 
· Oostburg 
· Oostkapelle 
· Oud-Vossemeer 
· Oudelande 
· Ovezande 
· Poortvliet 
· Retranchement 
· Rilland-Bath 
· Ritthem 
· Sas van Gent 
· Scherpenisse 
· Schoondijke 
· Sint-Annaland 
· Sint Jansteen 
· Sint-Maartensdijk 
· Sint Philipsland 
· Sluis 
· Sluis-Aardenburg 
· Stavenisse 
· Valkenisse 
· Vogelwaarde 
· Waarde 
· Waterlandkerkje 
· Wemeldinge 
· Westdorpe 
· Westerschouwen 
· Westkapelle 
· Wissenkerke 
· Wolphaartsdijk 
· Zaamslag 
· Zierikzee 
· Zuiddorpe 
· Zuidzande